# Mystacidium pulchellum
Mystacidium pulchellum är en orkidéart som först beskrevs av Friedrich Fritz Wilhelm Ludwig Kraenzlin, och fick sitt nu gällande namn av Rudolf Schlechter. Mystacidium pulchellum ingår i släktet Mystacidium och familjen orkidéer. Inga underarter finns listade i Catalogue of Life.